# Liste d'élections en 1929
Chronologie des élections
- 1925
- 1926
- 1927
- 1928
- 1929
- 1930
- 1931
- 1932
- 1933

Cette liste recense les élections organisées durant l'année 1929. Elle inclut les élections législatives et présidentielles nationales dans les États souverains, ainsi que les principaux référendums.
Au Royaume-Uni en mai, lors des premières élections au suffrage universel sans distinction de sexe, le Parti travailliste de Ramsay MacDonald arrive au pouvoir pour la deuxième fois de son histoire, bien qu'il ne puisse former à nouveau qu'un gouvernement minoritaire avec des marges de manoeuvre très limitées.
En Italie en mars se déroulent les premiers simulacres d'élections depuis l'interdiction de tous les partis autres que le parti fasciste de Benito Mussolini.

## Par mois

### Mars
| Date    | Pays   | Élections    | Notes | Résultats |
| ------- | ------ | ------------ | --- | --- |
| 24 mars | Italie | Législatives | En 1925, l'Italie est devenue formellement une dictature, dans laquelle Benito Mussolini ne peut pas être destitué par le Parlement, et en 1926 tous les partis autre que le parti fasciste ont été interdits. Les élections de 1929 sont les premières depuis ces mesures. Les électeurs sont appelés à voter pour ou contre la liste unique présentée par les fascistes. Quelque trois millions d'hommes ont été privés du droit de vote et, dans les faits, le vote ne se déroule pas à bulletin secret. | Avec officiellement 98,4 % de suffrages favorables, le Parti national fasciste (extrême-droite national-conservatrice et corporatiste) remporte tous les sièges. |

### Avril
| Date     | Pays                    | Élections    | Notes | Résultats |
| -------- | ----------------------- | ------------ | --- | --- |
| 2 avril  | Émirat de Transjordanie | Législatives | Protectorat britannique, la Transjordanie a obtenu son indépendance sur le plan de la politique intérieure en 1928. Ce sont ses premières élections. | En l'absence de partis politiques, tous les élus le sont sans étiquette. Hasan Abu Al-Huda demeure Premier ministre. |
| 21 avril | Grèce                   | Sénatoriales | Élections au suffrage direct. | Le Parti libéral (centriste, vénizéliste), au pouvoir, remporte la majorité absolue des sièges. |
| 24 avril | Danemark                | Législatives | | Parlement sans majorité. Alternance. Les Sociaux-démocrates (gauche) accroissent leur majorité relative des sièges et parviennent à former un gouvernement de coalition avec les Sociaux-libéraux (centre-gauche). Thorvald Stauning (social-démocrate) devient Premier ministre. |

### Mai
| Date         | Pays        | Élections    | Notes | Résultats |
| ------------ | ----------- | ------------ | --- | --- |
| 11 au 13 mai | Estonie     | Législatives | | Parlement sans majorité. Alternance. Le Parti socialiste des travailleurs (gauche) demeure le premier parti au Parlement, avec un quart des sièges, mais perd le pouvoir. Otto Strandman (Parti travailliste : gauche) devient le doyen d'État (chef de l'État et du gouvernement), formant un gouvernement de coalition avec quatre partis du centre et de droite, dont notamment le parti Assemblées des agriculteurs (conservateur). |
| 26 mai       | Belgique    | Législatives | | Parlement sans majorité. L'Union catholique (droite conservatrice, catholicisme social) obtient la majorité relative dans les deux chambres. Henri Jaspar (UC) demeure Premier ministre, à la tête d'un gouvernement de coalition avec le Parti libéral (centre-gauche libéral progressiste). |
| 30 mai       | Royaume-Uni | Législatives | Premières élections au suffrage universel, les femmes ayant désormais toutes le droit de vote. | Parlement sans majorité. Alternance. Le Parti travailliste (gauche syndicaliste et socialiste) remporte la majorité relative des sièges. Ramsay MacDonald (travailliste) devient Premier ministre, formant un gouvernement minoritaire avec le soutien sans participation du Parti libéral (centre-gauche social-libéral). |
| mai          | URSS        | Législatives | L'URSS est un État à parti unique. Des candidatures sans étiquette sont toutefois possibles, contre les candidats du parti. Des manifestations ont par ailleurs lieu contre les candidatures choisies par le parti. | Le Parti communiste (extrême-gauche marxiste-léniniste) conserve une très large majorité des sièges. Dans certaines circonscriptions, toutefois, le scrutin est boycotté, et le faible taux de participation invalide l'élection de candidats communistes, nécessitant la tenue d'un nouveau scrutin. |

### Juin
| Date    | Pays                   | Élections    | Notes | Résultats |
| ------- | ---------------------- | ------------ | --- | --- |
| 12 juin | Union d'Afrique du Sud | Législatives | Chaque province définissant ses propres critères d'inclusion sur les listes électorales, certains Sud-Africains noirs ont le droit de vote dans les provinces du Cap et du Natal, mais pas dans celles du Transvaal et d'Orange, où la population blanche est d'origine afrikaner plutôt que britannique. | Le Parti national (droite ethno-nationaliste afrikaner, conservatrice, républicaine et anti-britannique), qui disposait d'une majorité relative des sièges, remporte cette fois la majorité absolue. Barry Hertzog demeure Premier ministre. |
| 16 juin | Monaco                 | Législatives | | Il n'y a pas de partis politiques ; les élus siègent sans étiquette. |

### Juillet
| Date           | Pays     | Élections    | Notes | Résultats |
| -------------- | -------- | ------------ | ----- | --- |
| 1 et 2 juillet | Finlande | Législatives |       | Parlement sans majorité. Alternance. La Ligue agraire (centre-droit social-libéral) devient le premier parti au Parlement, avec moins d'un tiers des sièges. Kyösti Kallio (Ligue agraire) devient Premier ministre, menant un gouvernement minoritaire. |
| 3 juillet      | Pays-Bas | Législatives |       | Parlement sans majorité. Les résultats sont quasi-identiques à ceux des élections de 1925. Le Parti d'État catholique-romain (centre-droit chrétien-démocrate conservateur) demeure le premier parti à la Chambre des représentants, avec moins d'un tiers des sièges. La coalition tripartite de ce parti, du Parti antirévolutionnaire (centre-droit chrétien-démocrate protestant) et de l'Union chrétienne historique (centre-droit chrétien-démocrate protestant) demeure au pouvoir. Charles Ruijs de Beerenbrouck (PECR) devient Premier ministre. |

### Octobre
| Date       | Pays            | Élections    | Notes | Résultats |
| ---------- | --------------- | ------------ | --- | --- |
| 12 octobre | Australie       | Législatives | Élections anticipées, le gouvernement conservateur de Stanley Bruce ayant perdu la confiance de la Chambre des représentants. | Alternance. Le Parti travailliste (gauche) remporte la majorité absolue des sièges, avec le meilleur résultat de son histoire. James Scullin devient Premier ministre.                                                                                                 |
| 27 octobre | Tchécoslovaquie | Législatives | | Parlement sans majorité. Le Parti républicain des fermiers et des paysans (centre-droit agrarien) demeure le premier parti dans les deux chambres, avec toutefois moins d'un sixième des sièges dans chaque chambre. František Udržal (PRFP) demeure Premier ministre, |
| octobre    | Guatemala       | Législatives | | Le Parti unioniste (conservateur, favorable à une union politique d'Amérique centrale), parti du président Lázaro Chacón González, conserve une majorité écrasante des sièges.                                                                                         |

### Novembre
| Date        | Pays    | Élections      | Notes                                                                                             | Résultats |
| ----------- | ------- | -------------- | ------------------------------------------------------------------------------------------------- | --- |
| 17 novembre | Mexique | Présidentielle | Élection anticipée, due à l'assassinat du président Álvaro Obregón (Parti travailliste : gauche). | Alternance. Pascual Ortiz Rubio (Parti révolutionnaire national : centre-gauche) est élu avec 93,6 % des voix face à deux autres candidats. |

### Décembre
| Date        | Pays      | Élections    | Notes | Résultats |
| ----------- | --------- | ------------ | ----- | --- |
| 21 décembre | Égypte    | Législatives |       | Alternance. Le parti Wafd (centre-droit conservateur et laïc) remporte une très large majorité des sièges. Moustapha el-Nahhas Pacha devient Premier ministre.                 |
| décembre    | Guatemala | Législatives |       | Le Parti unioniste (conservateur, favorable à une union politique d'Amérique centrale), parti du président Lázaro Chacón González, conserve une majorité écrasante des sièges. |